# Pseudonupserha
Pseudonupserha – rodzaj chrząszczy z rodziny kózkowatych i podrodziny zgrzypikowych.

## Zasięg występowania
Przedstawiciele tego rodzaju występują w Afryce Zachodniej, Środkowej i Wschodniej.

## Systematyka
Do Pseudonupserha należy 5 gatunków:
- Pseudonupserha congoensis
- Pseudonupserha flavipennis
- Pseudonupserha mediovittata
- Pseudonupserha neavei
- Pseudonupserha wittei